# Michał Sobociński
Michał Sobociński (ur. 10 sierpnia 1987 w Łodzi) – polski operator filmowy. Absolwent Wydziału Operatorskiego i Realizacji Telewizyjnej PWSFTviT w Łodzi. Laureat Nagrody za zdjęcia na Festiwalu Polskich Filmów Fabularnych w Gdyni.

## Filmografia
- 2022: Filip[2]
- 2019: Żmijowisko
- 2018: Miłość jest wszystkim
- 2018: Ziuk. Młody Piłsudski
- 2017: Sztuka kochania. Historia Michaliny Wisłockiej
- 2017: Belle Epoque
- 2017: Dom pełen zmian
- 2016: Konwój
- 2016: Belfer
- 2015: Ojciec
- 2015: Singielka
- 2014: Warsaw by Night
- 2013: Drogówka
- 2013: Kamczatka
- 2012: Świętokrzyskie sztetle
- 2012: Prawo Agaty
- 2010: Pod światło
- 2010: Obrazy z fabryki śmierci
- 2009: Żyłem siedemnaście razy
- 2008: Moja dziewczyna
- 2008: Tunel
- 2007: Ojciec

## Życie prywatne
Syn aktorki, Hanny Mikuć, oraz operatora, Piotra Sobocińskiego. Jest wnukiem operatora Witolda Sobocińskiego oraz aktorów: Wandy Chwiałkowskiej i Bohdana Mikucia. Ma dwoje rodzeństwa – jego siostrą jest aktorka, Maria Sobocińska oraz operator Piotr Sobociński.
Jest związany z aktorką, Natalią Rybicką. Ma z nią córkę – Helenę (ur. 7 czerwca 2022).